# Joy Lauren
Joy Lauren Jorgensen (Atlanta (Georgia), 18 oktober 1989), is een Amerikaans actrice, het meest bekend door haar rol als Danielle Van De Kamp in Desperate Housewives.
In de soap speelt ze de dochter van Bree en zus van Andrew Van De Kamp.

## Filmografie
- The Assignment- Shelley
- Tooth- Amy Johnson
- Shark- Krystie Mays
- The Closer- Angela Carter
- Desperate Housewives- Danielle Van De Kamp
- Rogues- Choir
- Still Standing- Jenna
- Lizzie McGuire- Cheerleader
- The Division- Mary Ellen Smith